# A tihanyi bencés apátság orgonája
A tihanyi bencés apátság orgonája egy negyed évezredes múltra visszatekintő, híres magyarországi orgona.

## Helyszíne
A Tihanyi bencés apátságot I. András király alapította 1055-ben, Szűz Mária és Szent Ányos orleans-i püspök tiszteletére. Az ősi kolostorból csak a román stílusú altemplomban elhelyezkedő királyi kripta maradt fenn. A jelenleg is álló barokk templomot több lépésben emelték 1719 és 1754 között. Az oltárt, a szószéket és az orgona szekrényét Stuhlhoff Sebestyén, a monostor asztalosmestere készítette. Az orgona és környezete különleges barokk hangulatot áraszt. A kórusrácson álló 15 tagú angyalzenekar, melyet szintén Stuhlhoff Sebestyén készített, egyedülálló Magyarország területén.

## Az orgona története
1765: Az orgonatudomány jelen állása szerint, dr. Szigeti Kilián feltevéséből kiindulva, az orgonabelsőt valószínűleg Johann Daniel Silbermann (1717–1765), más feltevések szerint Johann Rochus Egedacher (1714–1785) orgonaépítő készítette. Az eredeti orgona I/12 rövidoktávos volt.
1945 tavaszán az orgona súlyos gránáttalálatot kapott, amelynek során a sípanyaga teljesen megsemmisült. 1947-ben az Angster József és Fia Orgonagyár op. 1299 szám alatt átmeneti megoldásként egy I/6 pneumatikus rendszerű orgonát épített a kórusra. 1964-ben az FMKVO (?) – a Rieger orgonagyár jogutódja – II/17-re bővítette az Angster-orgonát. Nem sokkal később szintén az FMKVO III/22-re bővítette az 1964-es állapotot, alkalmassá téve a hangszert koncertek tartására.
1992-ben Áment Lukács és Trajtler Gábor orgonaművészek új diszpozíciót terveztek, követve az eredeti Silbermann-orgonák hangzásvilágát. A tihanyi orgona tervezésekor a grosshartmannsdorfi orgonát vették kiindulási alapnak. 1993-ban az Aquincum Orgonaépítő Kft. – több névváltozást követően a Rieger gyár folytatólagos jogutódja – beépítette az általuk tervezett sípanyagot. A helyszíni intonáció Varga László munkája.
Az orgona diszpozíciója (II/24):
PEDAL: Subbass 16', Prinzipalbass 8', Gedacktbass 8', Octavbass 4', Posaune 16' P+I, P+II
I. HAUPTWERK: Prinzipal 8', Rohrflöte 8', Viola da gamba 8', Octave 4', Spitzflöte 4', Quint 2 2/3', Cornet 5x 8', Mixtur 4x 1 1/3', Trompete 8', I+II
II. OBERWERK: Coppel major 8', Prinzipal 4', Coppel minor 4', Nasat 2 2/3', Octave 2', Terzia 1 3/5', Quint 1 1/3', Zimbel 3x 1', Cromorne 8', Tremulant.